# Уолтц, Майкл
Майкл Джордж Уо́лтц (англ. Michael George Waltz; род. 31 января 1974, Бойнтон-Бич, Флорида, США) — американский политический и государственный деятель, военнослужащий, телекомментатор и предприниматель. Советник президента США по национальной безопасности с 20 января по 1 мая 2025 года. Бывший член Палаты представителей США от Флориды. Номинированный постоянный представитель США при Организации Объединенных Наций с 1 мая 2025 года.
Бывший сотрудник Белого дома и Пентагона. Ветеран войны в Афганистане. Является первым «зеленым беретом», избранным в Конгресс США.
Получил четыре Бронзовые звезды за службу в Силах специального назначения во время многочисленных командировок в Афганистан, на Ближний Восток и в Африку. В администрации Буша занимал должность директора по оборонной политике в Пентагоне и советника по борьбе с терроризмом у вице-президента Дика Чейни.

## Биография
Родился в Бойнтон-Бич, вырос в Джэксонвилле. Имеет греческие корни.
В 1996 году окончил Виргинский военный институт.

### Карьера
C отличием окончил Военный институт Вирджинии. Прослужил в армии более 26 лет. Получив звание лейтенанта, окончил
школу рейнджеров и был отобран для службы в спецназе. В качестве офицера сил специального назначения, неоднократно служил в Афганистане, на Ближнем Востоке и в Африке. За свои действия в бою был награждён четырьмя Бронзовыми звездами, в том числе двумя за доблесть. Ушел в отставку в звании подполковника.
Уолтц представляет 6-й избирательный округ Флориды, который находится на восточном побережье штата; до сих пор служащит полковником Национальной гвардии США. Он бывший политический советник Белого дома и Пентагона, а также советник вице-президента Дика Чейни по борьбе с терроризмом. Он первый ветеран спецназа армии США, избранный в Конгресс.
В период президентства Джорджа У. Буша работал в Белом доме и Пентагоне, в частности являлся специальным помощником вице-президента США Дика Чейни по вопросам оборонной политики в Южной Азии и контртерроризма (2007—2009) и министров обороны США Дональда Рамсфелда и Роберта Гейтса (2004—2007).
Работал в Пентагоне директором по оборонной политике при министрах обороны Дональде Рамсфелде и Роберте Гейтсе. Он продолжил работу в Белом доме в качестве советника вице-президента по борьбе с терроризмом.
Председатель совета директоров (ранее — CEO) компании Metis Solutions, предоставляющей услуги правительству США.
С 2015 года — старший сотрудник Фонда защиты демократии.
В 2016—2018 годах — сотрудник телеканала Fox News. Помимо Fox News выступал также на каналах CNN, MSNBC, BBC World News, PBS и Voice of America, комментируя вопросы национальной безопасности.
С 2019 по 2025 год — член Палаты представителей США.

## Личная жизнь
Женат, имеет дочь.
Жена — Джулия Нешейват, была советником по внутренней безопасности в администрации Трампа с 2020 по 2021 год.

## Публикации

### Книги
- Warrior Diplomat: A Green Beret’s Battles from Washington to Afghanistan (2014)[18]